# 地方都市のメメント・モリ
『地方都市のメメント・モリ』（ちほうとしのメメント・モリ）は、2017年12月13日にソニー・ミュージックアソシエイテッドレコーズより発売された日本のバンド、amazarashiの4枚目のフルアルバム。

## 概要
PlayStation 4用ソフト『ニーア オートマタ』とのコラボ楽曲「命にふさわしい」、テレビアニメ『僕のヒーローアカデミア』オープニングテーマ「空に歌えば」、そのカップリング曲「たられば」の既存曲3曲と、ダイドーブレンドのCMタイアップ曲「フィロソフィー」を含む新規曲9曲の計12曲が収録されている。
初回限定盤A、初回限定盤B、通常盤の3形態で、初回限定盤AにはLIVE DVD・365日詩集ダイアリー、初回限定盤Bには弾き語りCDとMVなどを収録したDVDが付属する。
初回限定盤Aに付属するDVDには「amazarashi Live Tour 2017「メッセージボトル」」の中野サンプラザ公演（10月19日開催）が全編収録される。

## 収録曲
| 全作詞・作曲: 秋田ひろむ。 |                            |            |            |      |
| #                          | タイトル                   | 作詞       | 作曲・編曲 | 時間 |
| 1.                         | 「ワードプロセッサー」     | 秋田ひろむ | 秋田ひろむ | 2:30 |
| 2.                         | 「空洞空洞」               | 秋田ひろむ | 秋田ひろむ | 5:15 |
| 3.                         | 「フィロソフィー」         | 秋田ひろむ | 秋田ひろむ | 4:42 |
| 4.                         | 「水槽」                   | 秋田ひろむ | 秋田ひろむ | 2:34 |
| 5.                         | 「空に歌えば」             | 秋田ひろむ | 秋田ひろむ | 3:37 |
| 6.                         | 「ハルキオンザロード」     | 秋田ひろむ | 秋田ひろむ | 5:21 |
| 7.                         | 「悲しみ一つも残さないで」 | 秋田ひろむ | 秋田ひろむ | 5:51 |
| 8.                         | 「バケモノ」               | 秋田ひろむ | 秋田ひろむ | 5:44 |
| 9.                         | 「リタ」                   | 秋田ひろむ | 秋田ひろむ | 6:12 |
| 10.                        | 「たられば」               | 秋田ひろむ | 秋田ひろむ | 6:03 |
| 11.                        | 「命にふさわしい」         | 秋田ひろむ | 秋田ひろむ | 5:59 |
| 12.                        | 「ぼくら対せかい」         | 秋田ひろむ | 秋田ひろむ | 6:08 |
| 合計時間:                  | 合計時間:                  | 60:02      |            |      |

| #  | タイトル               | 作詞 | 作曲・編曲 |
| -- | ---------------------- | ---- | ---------- |
| 1. | 「夏を待っていました」 |      |            |
| 2. | 「ヒーロー」           |      |            |
| 3. | 「穴を掘っている」     |      |            |
| 4. | 「ジュブナイル」       |      |            |
| 5. | 「隅田川」             |      |            |

| #   | タイトル                         | 作詞 | 作曲・編曲 |
| --- | -------------------------------- | ---- | ---------- |
| 1.  | 「ポエジー」                     |      |            |
| 2.  | 「ヒーロー」                     |      |            |
| 3.  | 「ヨクト」                       |      |            |
| 4.  | 「隅田川」                       |      |            |
| 5.  | 「ワンルーム叙事詩」             |      |            |
| 6.  | 「奇跡」                         |      |            |
| 7.  | 「メーデーメーデー」             |      |            |
| 8.  | 「ピアノ泥棒」                   |      |            |
| 9.  | 「つじつま合わせに生まれた僕等」 |      |            |
| 10. | 「少年少女」                     |      |            |
| 11. | 「後期衝動」                     |      |            |
| 12. | 「フィロソフィー」               |      |            |
| 13. | 「空に歌えば」                   |      |            |
| 14. | 「ひろ」                         |      |            |
| 15. | 「しらふ」                       |      |            |
| 16. | 「美しき思い出」                 |      |            |
| 17. | 「MC」                           |      |            |
| 18. | 「たられば」                     |      |            |
| 19. | 「命にふさわしい」               |      |            |
| 20. | 「スターライト」                 |      |            |

| #  | タイトル                                   | 作詞 | 作曲・編曲 |
| -- | ------------------------------------------ | ---- | ---------- |
| 1. | 「命にふさわしい」                         |      |            |
| 2. | 「ヒーロー」                               |      |            |
| 3. | 「空に歌えば」                             |      |            |
| 4. | 「Making of amazarashi「フィロソフィー」」 |      |            |

## ツアー
2018年4月20日よりライブツアー「amazarashi LIVE TOUR 2018「地方都市のメメント・モリ」」が全国9都市12会場にて開催された。